# Mathilde Delattre
Pour les articles homonymes, voir Delattre.
Mathilde Henriette Delattre, née Casajeus le 10 avril 1871 au Caire et décédée le 1er mai 1950 à Levallois-Perret (Hauts-de-Seine), est une peintre française. Elle expose au Salon dès 1889, où elle est médaille d'or en 1930. Spécialisée dans l’aquarelle, les paysages, les fleurs, elle enseigne de 1897 à 1942, formant une génération d'élèves dont plusieurs exposent avec succès. Célibataire, elle vit de son art pendant plus de cinquante ans, avec une œuvre marquée par la poésie, la lumière et la peinture sur le motif.

## Origines et formation

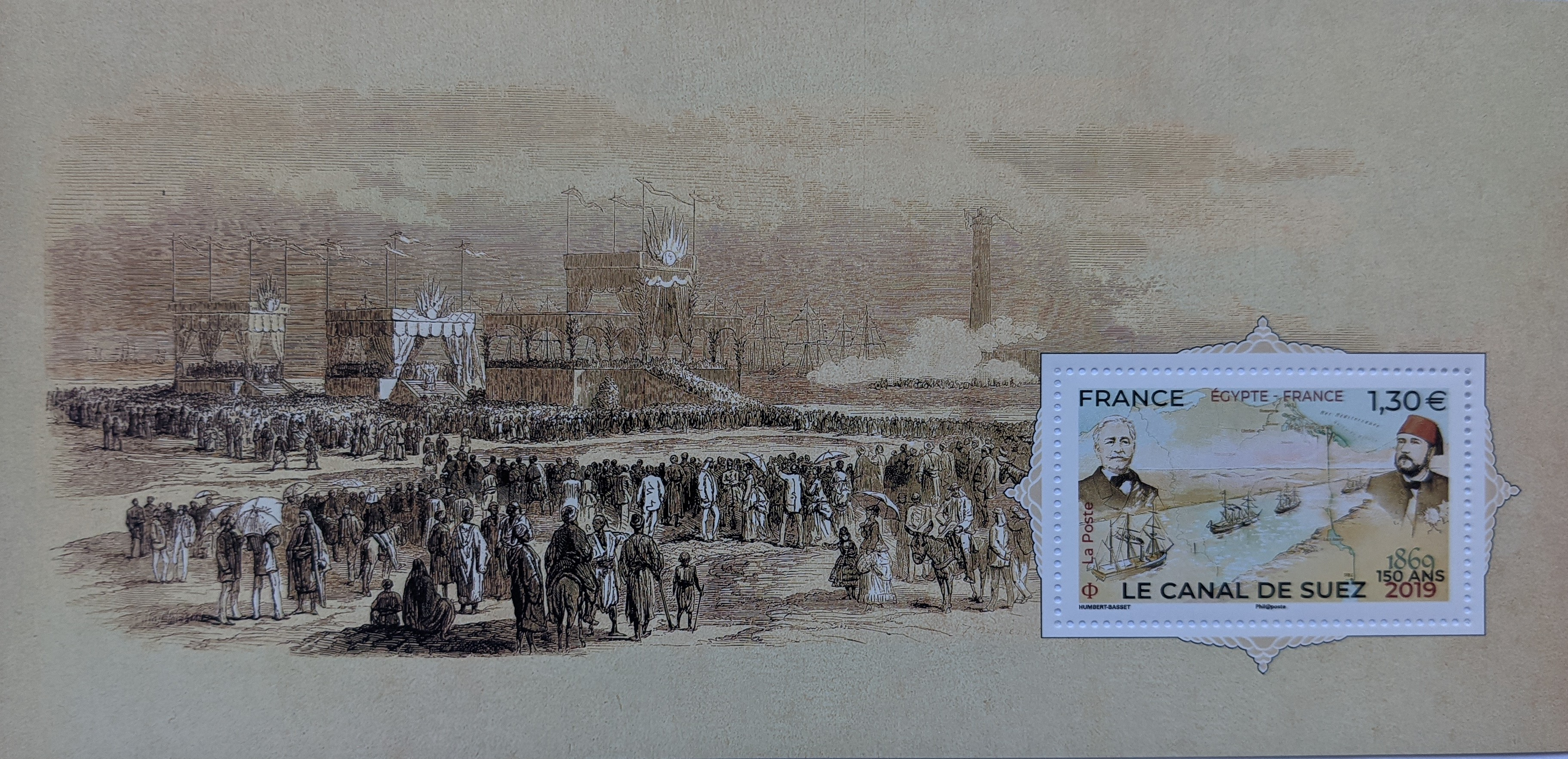
Ismaïl Pacha, père biologique présumé de Mathilde Delattre, sur un timbre commémoratif de l'inauguration du Canal de Suez.

Petite-fille d'Alexandre Casajeus dit Crillon, dessinateur puis photographe à Paris, Mathilde nait au Caire en 1871. Sa mère Clémentine Casajeus y séjourne en effet à partir de 1868 auprès du Khédive Ismaïl Pacha, à l'occasion des fêtes d'inauguration du Canal de Suez, puis épouse en mai 1874 à Paris son cousin germain Paul Louis Delattre, originaire de Crespin (Nord), qui légitimera la fillette de trois ans officiellement née de père inconnu. La famille habite 3 rue Pergolèse dans le 16e arrondissement ; un frère Georges nait en 1875 ; le père, employé de commerce, y décède en 1886,.
« Comme poussée par une vocation », et après une seule année d'étude auprès de l'aquarelliste Madame Leroux, Mathilde Delattre est admise au Salon de 1889. C'est l'époque de la scission des salons, et les deux années suivantes elle accroche à la Société Nationale des Beaux-Arts, où ses envois sont remarqués. L'école des Beaux-Arts étant toujours interdite aux femmes, elle complète alors sa formation auprès du peintre académique Henry-Eugène Delacroix, originaire de Valenciennes, qui ouvre en 1891 un atelier dans le 9e arrondissement de Paris. Elle est sensible à la poétique des paysages d'H.-E. Delacroix, mais également au style floral de Pauline Delacroix-Garnier qui enseigne avec son mari à partir de 1893. Elle étudie dans le même temps auprès du peintre orientaliste Gaston Casimir Saint-Pierre, portraitiste réputé,. En 1897, elle obtient des prix de modelage et d'aquarelle de la Société pour l'instruction élémentaire, où elle est nommée adjointe au cours d'aquarelle la même année, puis professeur de dessin en 1898 et 1899, sous la direction de Gaston Gérard,.

## Les «grandes floraisons», la reconnaissance et les élèves

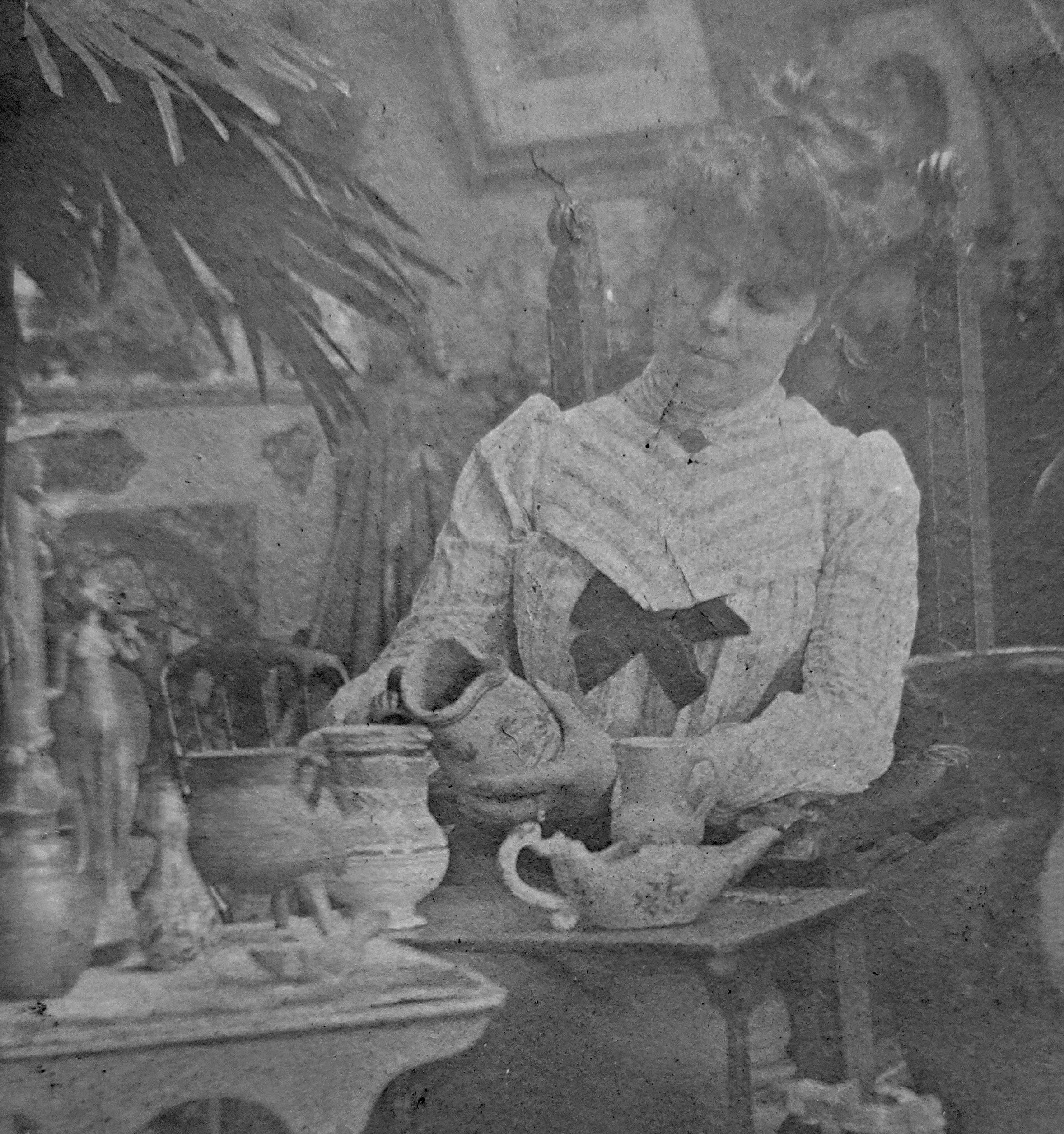
Mathilde Delattre dans son atelier parisien, vers 1903.

Mathilde Delattre expose très régulièrement à partir de 1895 (date à laquelle elle déménage au 17 rue Duperré dans le 9e arrondissement), au Salon des artistes français, à la Société des amis des arts de Seine-et-Oise, au Salon de l'Union des femmes peintres et sculpteurs, à la Société nationale d'horticulture de France, etc. Elle est nommée Officier d'Académie le 3 février 1899. Elle fréquente l'atelier du maître Ferdinand Humbert, responsable du premier cours pour femmes aux Beaux-Arts en 1900.
Elle présente natures mortes, paysages et portraits, et s'adonne également à la gravure et à la céramique. En 1901 à l'Union, ses toiles sont remarquées : « deux intérieurs bretons d'une bonne composition et d'une belle harmonie, Vieille fileuse et Surveillant la bouillie : la lumière est très bien distribuée ; bref deux toiles excellentes ». Mais c'est surtout à l'aquarelle, où elle se signale dans les grands formats, que sa sensibilité s'exprime le plus intensément. Son aquarelle Pour la procession est remarquée au Salon en 1902, où elle est récompensée d'une mention honorable, et d'une troisième médaille en 1905 pour son aquarelle Chez la fleuriste. Elle obtient le premier prix du Salon de l'Union des femmes peintres et sculpteurs en 1903 pour son aquarelle Dans un coin du parc, où la critique relève « une prestesse et une fraicheur qui achèvent de classer l’artiste au premier rang des peintres de fleurs ». Elle y dépasse la simple étude florale et le souci décoratif, pour proposer une vision poétique, et cette aquarelle illustre son évolution vers une peinture de plein air, plus libre et baignée de lumière, préfigurant ses recherches des années 1910. Elle est nommée Officier de l'Instruction publique le 1er janvier 1905. Tandis que ses grandes floraisons à l'aquarelle seraient influencées par les natures mortes complexes du XVIIe siècle, elle témoigne de son attachement au groupe de Marlotte, artistes du siècle précédent qui souhaitaient peindre sur le motif, en exposant en 1907 sa toile Le chemin des chardons. Souvenir de Marlotte. En 1911, sa grande toile Veille de fête au cloître est remarquée par Guillaume Apollinaire.

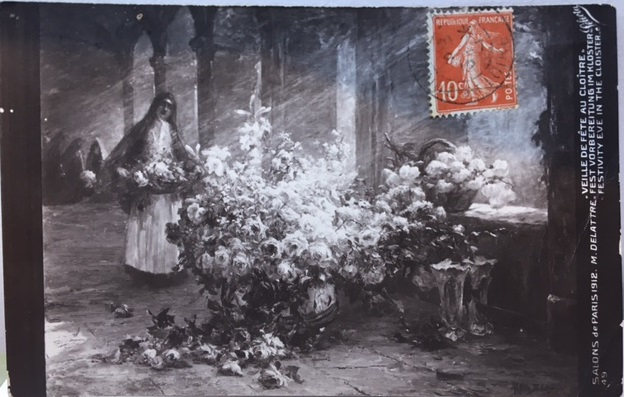
Mathilde Delattre, Veille de fête au cloître, huile sur toile 190 x 240 cm, 1911, carte Selecta. L'artiste a représenté le cloître de l'abbaye d'Hautrage en Belgique.

Elle est associée à partir de 1900 à l'expérience des "XII", regroupement de femmes artistes françaises et étrangères qui exposent conjointement au théâtre de la Bodinière, initiative audacieuse pour l'époque. Elle est la plus jeune de ce collectif où elle va côtoyer, outre des artistes de l'Union des femmes peintres et sculpteurs, Julia Beck et Maria Slavona,. Elle ouvre son propre atelier et reçoit de nombreuses élèves au 17, rue Duperré à Paris (9e) de 1904 à 1940, et enseigne jusqu'en 1942 au cours spécial d'aquarelle du 17e arrondissement de la Ville de Paris. Elle est Sociétaire des artistes français en 1902 et membre du comité en 1912. Elle est sociétaire à la Société Nationale d'Horticulture de France (1902), membre en 1910 du comité et du jury de l'Union des Femmes peintres et sculpteurs. Elle introduit ses élèves dans de nombreux salons et expositions ; au salon de 1914 de l'Union, on dénombre ainsi dix-huit de ses élèves parmi les exposantes.

## Le parcours artistique après 1914: vers le «plein air»

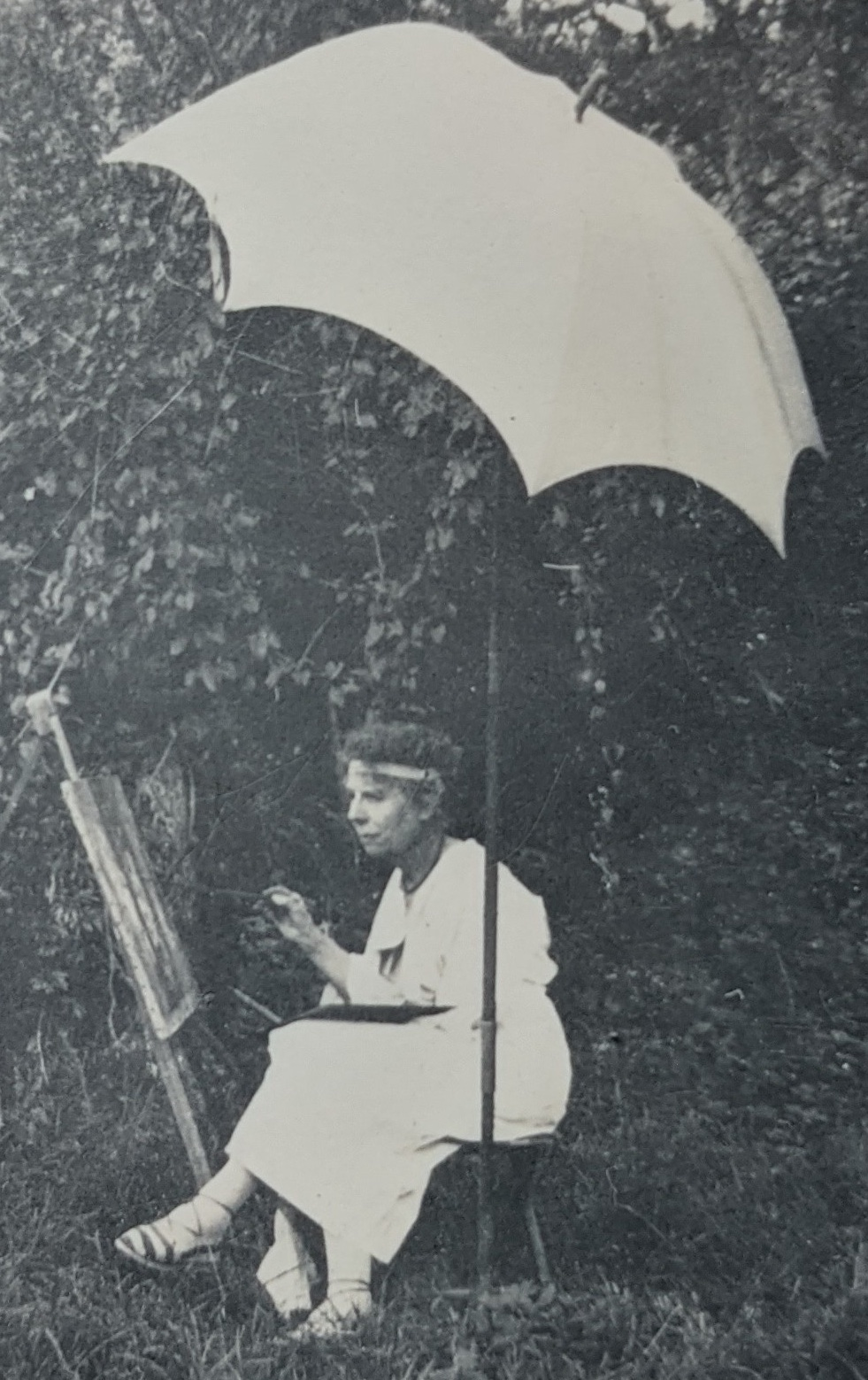
Mathilde Delattre travaillant dans sa maison du "Hanneton" au Grand Andely, vers 1937.

Durant la première guerre mondiale, l'activité des Salons — et donc, en conséquence, l'enseignement dans les ateliers — chute drastiquement. Le village de Crespin (Nord) où Mathilde Delattre se ressourçait jusqu'alors étant en zone interdite, l'artiste retrouve alors souvent sa famille parisienne à Perros-Guirec, où elle réalise une série de petits « paysages bretons ». Après la guerre, elle réside et peint souvent aux Andelys (Eure) où elle acquiert une petite maison et entretient un jardin fleuri : « … de ma petite galerie en plein soleil tamisé par un rideau de fleurs, volubilis & grands pétunias de toutes couleurs, polygonum encore en neige & de brillants géraniums (…) je crois n'avoir jamais vu si doux & si bel automne (…) cela avec les phlox & les capucines & les feuillages rouges de la vigne vierge & celui des vignes qui ne le sont plus, c'est un véritable enchantement. » Elle en fera le sujet de nombreux « coins de jardins » ou autres « jardins dans une lumière transparente », thèmes sur lesquels elle multiplie alors les variations : Ses compositions — où elle a toujours le souci de créer un cadre, une « circonstance » aux fleurs, et qui dégagent, selon la critique, une atmosphère très subtilement poétique —, vont évoluer vers un style de « plein air » (évoquant le luminisme belge), dans une poésie reconnue par la critique, qui la distingue de la plus grande exactitude des fleurs de ses grandes contemporaines aquarellistes telles Eugénie Faux-Froidure ou Blanche Odin. « Mlle Delattre est une travailleuse, une chercheuse, qui ne s'est jamais cantonnée dans un genre (…) ; de plus en plus éprise de plein air, elle étudie la fleur dans son véritable milieu, sur pied, là où elle a tout son charme. Elle affectionne particulièrement l'heure chaude et atténuée du couchant, et que ses fleurs s'enlèvent sur des ciels dorés, sur des prairies ou sur des eaux glauques, elle sait en pénétrer toute la poésie et le pittoresque ». À côté de ces recherches picturales sur le « plein air », elle produit toujours de très classiques aquarelles florales, qu'elle vend plus facilement.
Le marché de l'art s'est déplacé des salons vers les galeries, et Mathilde Delattre présente en 1927, tardivement mais avec succès, une première exposition particulière à la galerie Georges Petit à Paris, tout en exprimant une certaine réticence envers les prix excessifs des « marchands ». En 1925, elle est réélue au Comité de l'Union. En 1927, elle remporte au Salon une médaille d'argent, mais aussi le prix Pillini, créé l'année précédente « pour récompenser des artistes peintres non favorisés par la fortune ». Femme célibataire, Mathilde Delattre vivra de son seul travail artistique jusque dans les années 1930. Sa correspondance récemment découverte révèle sa constante énergie comme son indépendance. Elle obtient au Salon une médaille d'or en 1930 avec son aquarelle Fin de jour, de composition plus moderniste et où se joue une lumière douce.

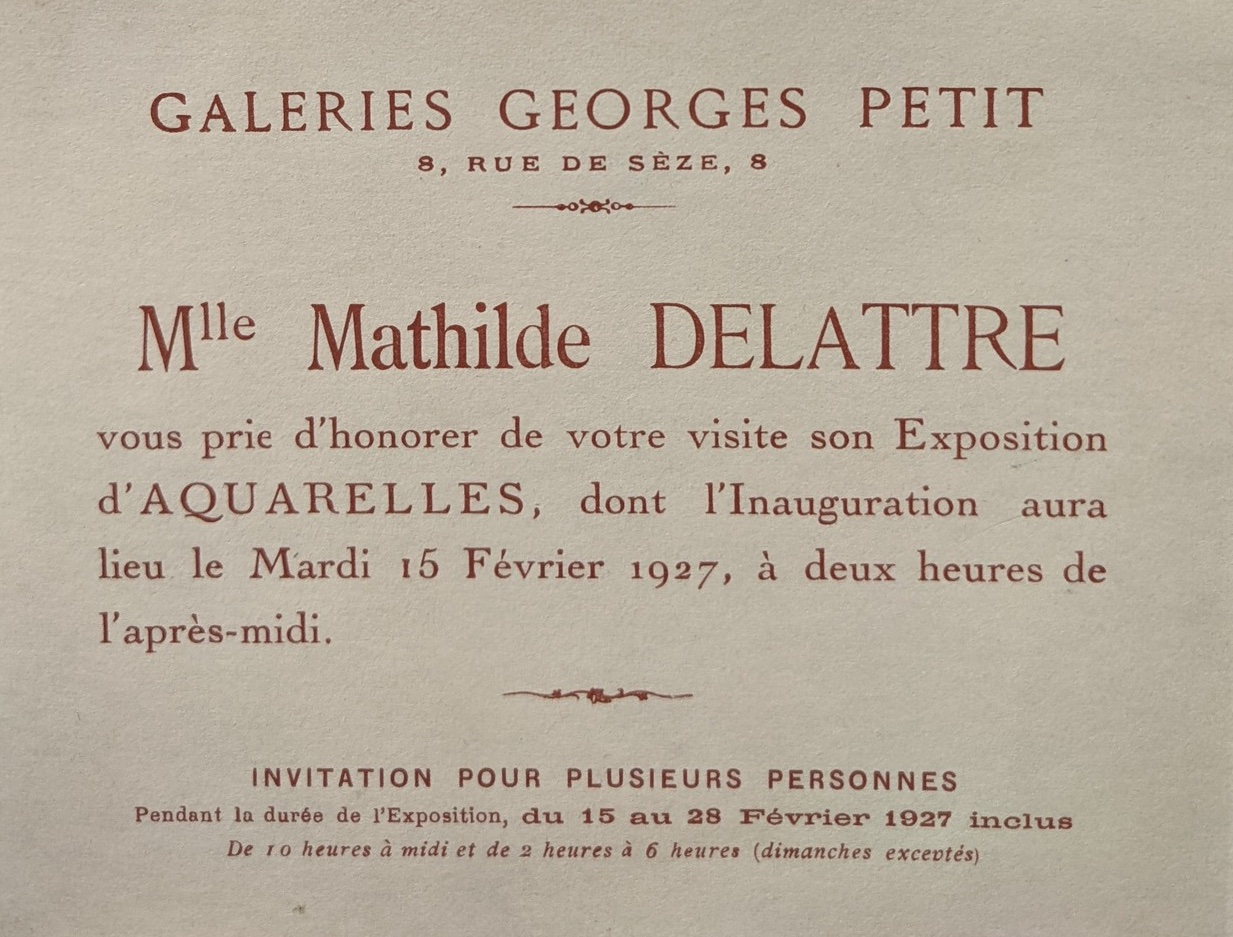
Invitation à l'exposition particulière Mathilde Delattre, Galerie George Petit, Paris, février 1927.

Le décès en 1931 de sa mère, qui régentait l'activité de l'atelier, diminue sa production et inaugure une période de difficultés financières, aggravée par des accidents et des problèmes de santé. En 1937, elle est admise par le jury, à côté des artistes plus célèbres invitées, à l'exposition Les femmes artistes d'Europe exposent au Jeu de Paume, initiative de sociétés professionnelles de femmes artistes. En 1938, elle est élue membre du comité de la Société amicale des peintres et sculpteurs français, et elle est secrétaire-archiviste de la Société des aquarellistes. Son frère, qui habitait avec elle rue Duperré depuis 1925, décède en 1938. En 1942, tout-en gardant un petit logement parisien mansardé, elle doit se résigner, ne pouvant plus en honorer le loyer, à quitter son atelier de la rue Duperré à Paris (9e). Elle enseigne jusqu'en 1942 au moins à la mairie du 17e arrondissement, et expose une dernière fois en 1943 au Salon des artistes français, Contre-jour. Sa santé la contraint en 1949 à quitter son refuge de verdure du Grand Andely, et elle finit ses jours à la résidence pour dames de la fondation Greffulhe à Levallois-Perret,.
Mathilde Delattre fait partie, avec Eugénie Faux-Froidure, Blanche Odin, Jeanne Lauvernay-Petitjean, etc. de ces artistes « fleuristes » reconnues de leur vivant, puis oubliées, de la fin du XIXe et de la première moitié du XXe siècle. Célibataire et sans fortune personnelle, elle a vécu de sa profession d'artiste pendant plus de cinquante ans, exemple d'émancipation féminine dans la société d'alors.

## Principales expositions

### À Paris
- en 1889 puis de 1897 à 1943, au Salon de la Société des artistes français (mention honorable en 1902, médaille de bronze en 1905, médaille d'argent en 1927 et médaille d'or en 1930[30]).
- de 1890 à 1891, au Salon de la Société nationale des Beaux-Arts[31].
- de 1895 à 1900, à la Société des Amis des arts de la Seine & Oise, au château de Versailles (médaille d'argent en 1897[32]).
- de 1897 à 1939, au Salon de l'Union des femmes peintres et sculpteurs[33] (1er prix de l'Union en 1903).
- de 1898 à 1932, à la Société Nationales d'Horticulture de France[34].
- de 1899 à 1902[35], à l'Exposition des "XII" à la Bodinière, Paris[n 9].
- en 1908, 1909 et 1912, à l'Exposition du Syndicat des Artistes Femmes (à Enghien-les-Bains[37] puis aux galeries Allard).
- de 1909 à 1934, à la Galerie Georges Petit, dont une exposition particulière "Fleurs" en 1927[38] avec Renée Férin, Zabeth, Émile Coulon et Henri Tenré[39], et une autre en 1930 avec Marguerite de Bayser, E. Delaporte, Amalia Claugmann, Charles Picart Le Doux et Louis Rodolphe Defontaine[40].
- en 1926 à la Galerie Drouant, avec Marius Hubert-Robert, Madeleine Vaury, Marie-Louise Charliat et Chaud[41].
- en 1942 au 24 rue de la Paix à Paris, Art français, Les Fleurs, avec Jeanne Lauvernay-Petitjean, Germaine Lantoine-Neveux, Camille Pascau-Vignal, Deluermoz, Guillonnet, Etcheverry, etc.[42]

### En province et à l'étranger
- Salons de Roubaix-Tourcoing (1896 et 1900), Le Havre (1899), Dijon (1900), Bordeaux (1901), Toulouse (1906), Cannes (1912).
- Exposition Universelle de Turin (1911, diplôme d'honneur)[43] ; Exposition internationale d'Horticulture de Saint Pétersbourg (1914, médaille d'argent)[34].

## Œuvres principales
Toutes les œuvres actuellement connues de Mathilde Delattre sont présentées sur le projet de catalogue raisonné en ligne.
- Portrait de Jeanne Tournay, 1897 (huile sur toile), collections du musée du Gévaudan-ville de Mende.
- Pour la procession, 1902 (aquarelle), mention honorable au Salon[15], localisation inconnue.
- Dans un coin du parc, 1903 (aquarelle), premier prix du Salon de l'Union des femmes peintres et sculpteurs, Musée d'art et d'archéologie d'Aurillac.
- Le chemin des chardons, souvenirs de Marlotte, 1905 (huile sur toile), localisation inconnue, photographie au Fonds Druet-Vizzavona[18].
- Veille de fête au cloître, 1911 (huile sur toile), localisation inconnue[n 10].
- Les fleurs du mal, 1925 (aquarelle), localisation inconnue[n 11].
- Fin de jour, 1930 (aquarelle), médaille d'or au Salon des artistes français, coll. particulière.
- Fleurs dans les blés, 1938 (tempera), localisation inconnue.

## Galerie

Portrait de Jeanne Tournay, huile, 1897, musée du Gévaudan, Mende.
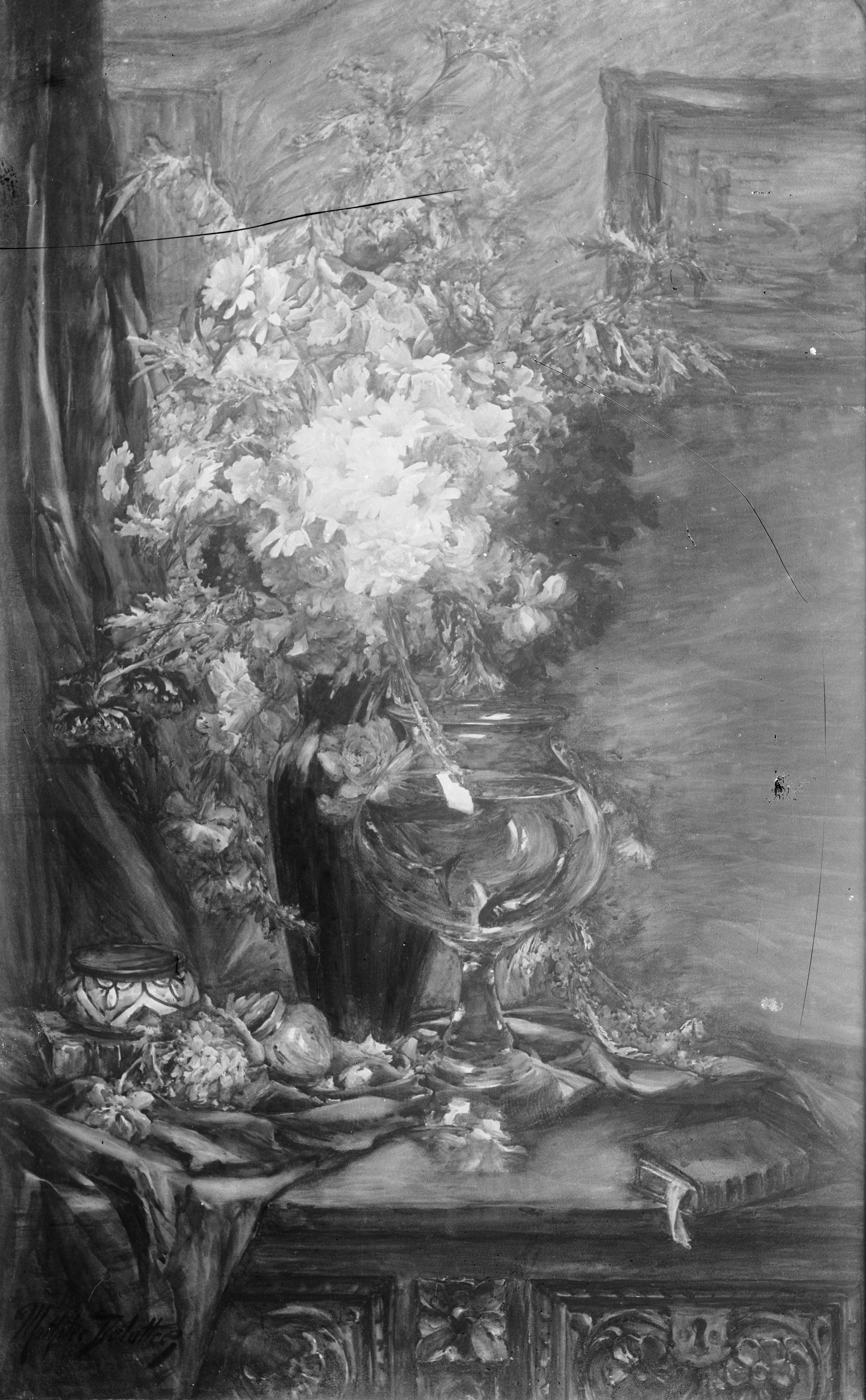
Fleurs et bibelots, vers 1910 (photographie François Vizzavona-RMN).
Chez la fleuriste, aquarelle, 1905, Salon de l'Union des femmes peintres et sculpteurs, collection du CNAP.
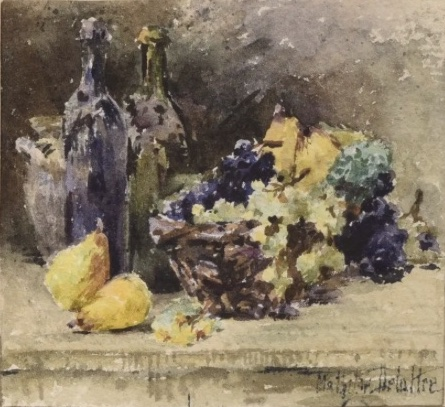
Nature morte à la corbeille de fruits, aquarelle miniature, non datée, coll. particulière.
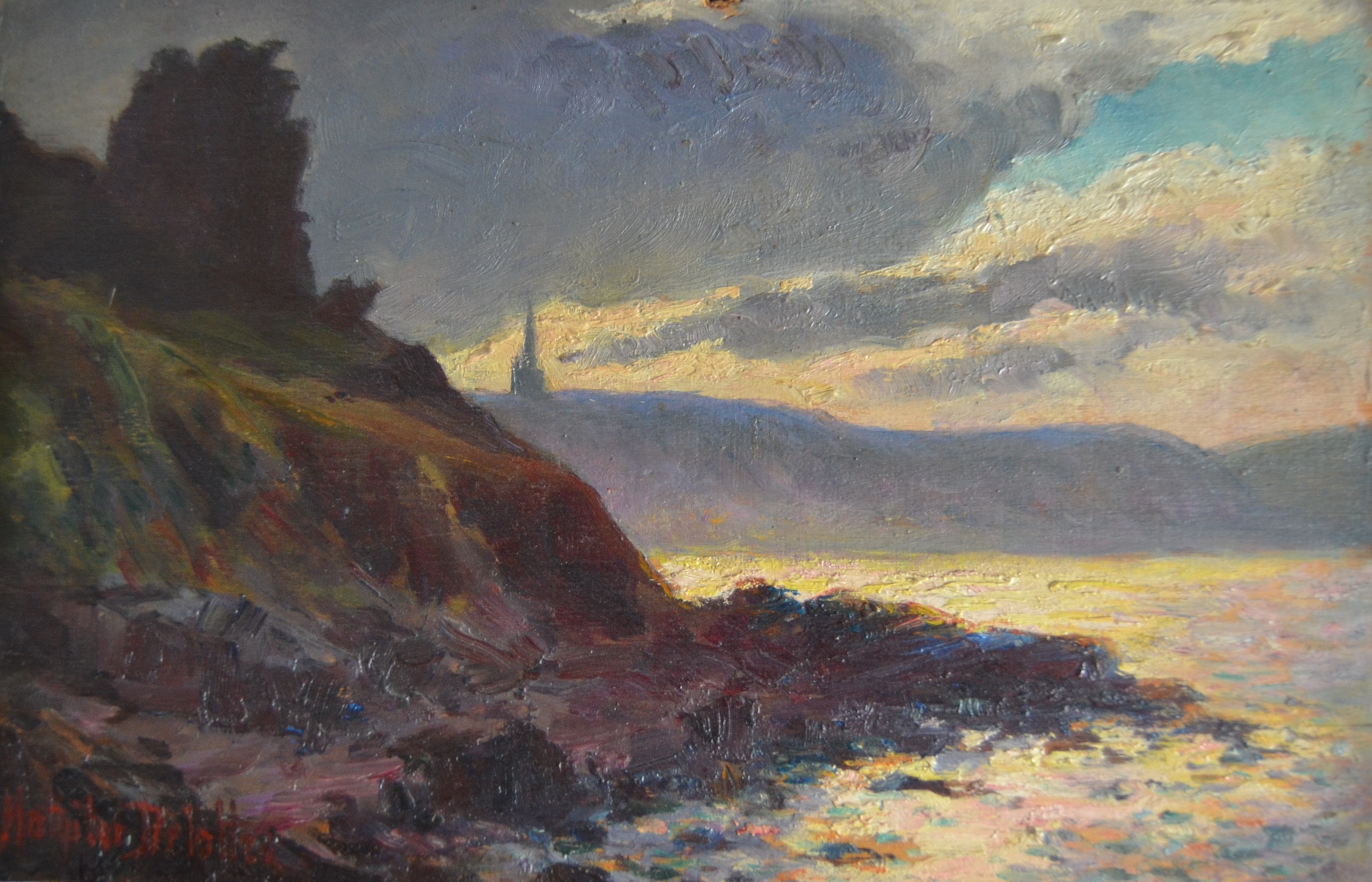
Le clocher de la Clarté vu de la route de Trestrignel, huile sur panneau, vers 1914, coll. particulière.
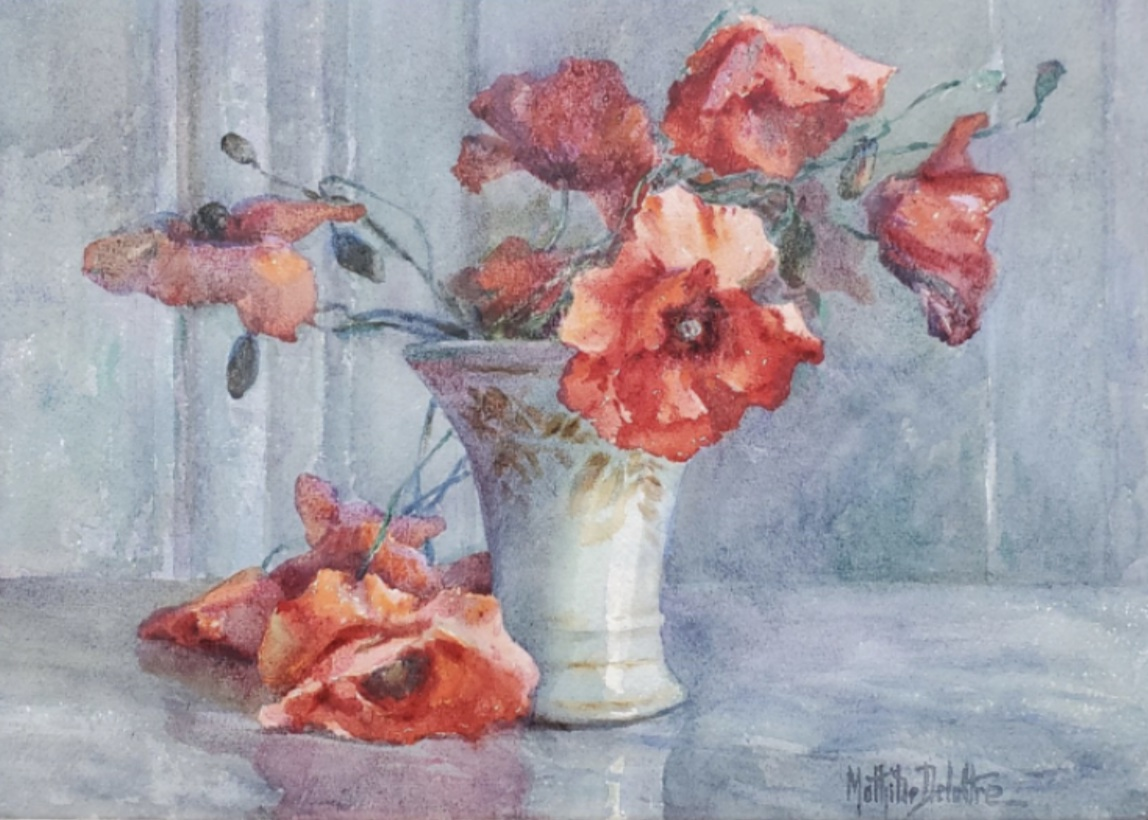
Coquelicots (sur la fenêtre), aquarelle, 1927, exposition particulière à la galerie Georges Petit, coll. particulière.
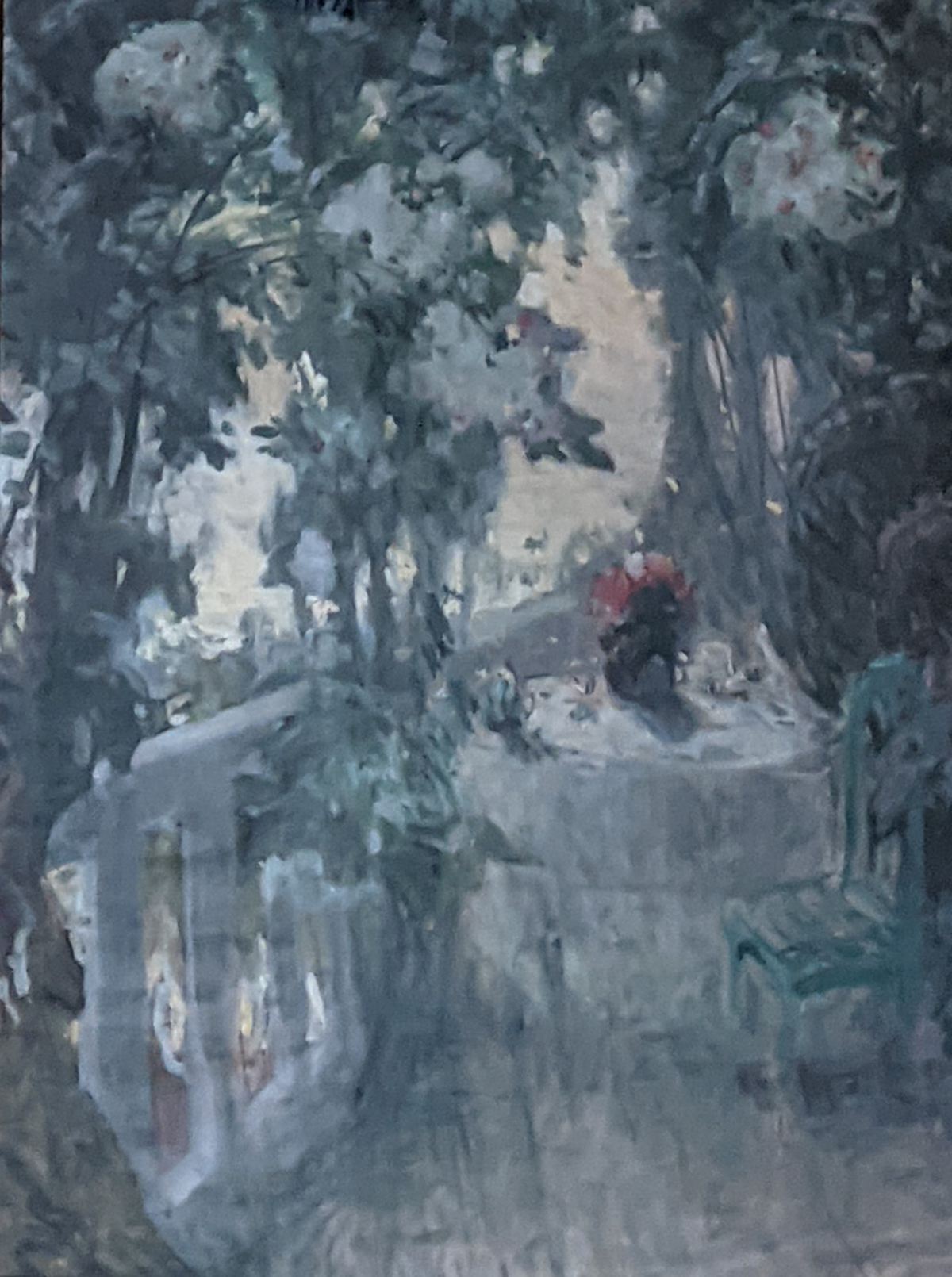
Fin de jour, aquarelle, 1930, médaille d'or au Salon des artistes français, coll. particulière.

## Œuvres dans les collections publiques
- Les Andelys, Musée Nicolas-Poussin : Le collier gris, aquarelle (1928)[n 12]. Acquisition par l'État[46].
- Aurillac, musée d'art et d'archéologie : Dans un coin du parc, aquarelle (1903). Don de l'État[47].
- Mende, musée du Gévaudan : Portrait de Jeanne Tournay, huile sur toile (1897)[48].
- Paris, Centre National des Arts Plastiques (CNAP) FNAC 1663 : Chez la fleuriste, aquarelle (1905). Au Palais de l'Élysée de 1906 à 1911[46].
- Paris, Fonds d'art contemporain - Paris Collections : Roses, Plein Air, aquarelle (1932). Achat par la Ville de Paris[49].
- Pont-de-Roide (mairie, salle des mariages, dépôt de l'État) : Coin de table, aquarelle (1912). Au Ministère des Finances de 1913 à 1936.
- Riom, musée Francisque Mandet : Lilas, aquarelle (1899). Envoi de l'État (1903)[50].
- Semur-en-Auxois, musée municipal : Soleils, aquarelle, acquis par l'état en 1897, don à la Société des Sciences Historiques et Naturelles de Semur-en-Auxois en 1898, dépôt au musée en 2010[51].
- Saint-Seurin-sur-l'Isle, mairie (dépôt de l'État) : Plein air, aquarelle (1931). Acquis par la mairie de Paris en 1933, Ambassade de France à Washington de 1934 à 1958.
- Fonds François Vizzavona, Grand Palais, Réunion des Musées Nationaux, Paris (photographies d'œuvres exposées au Salon des artistes français)[52].

## Élèves

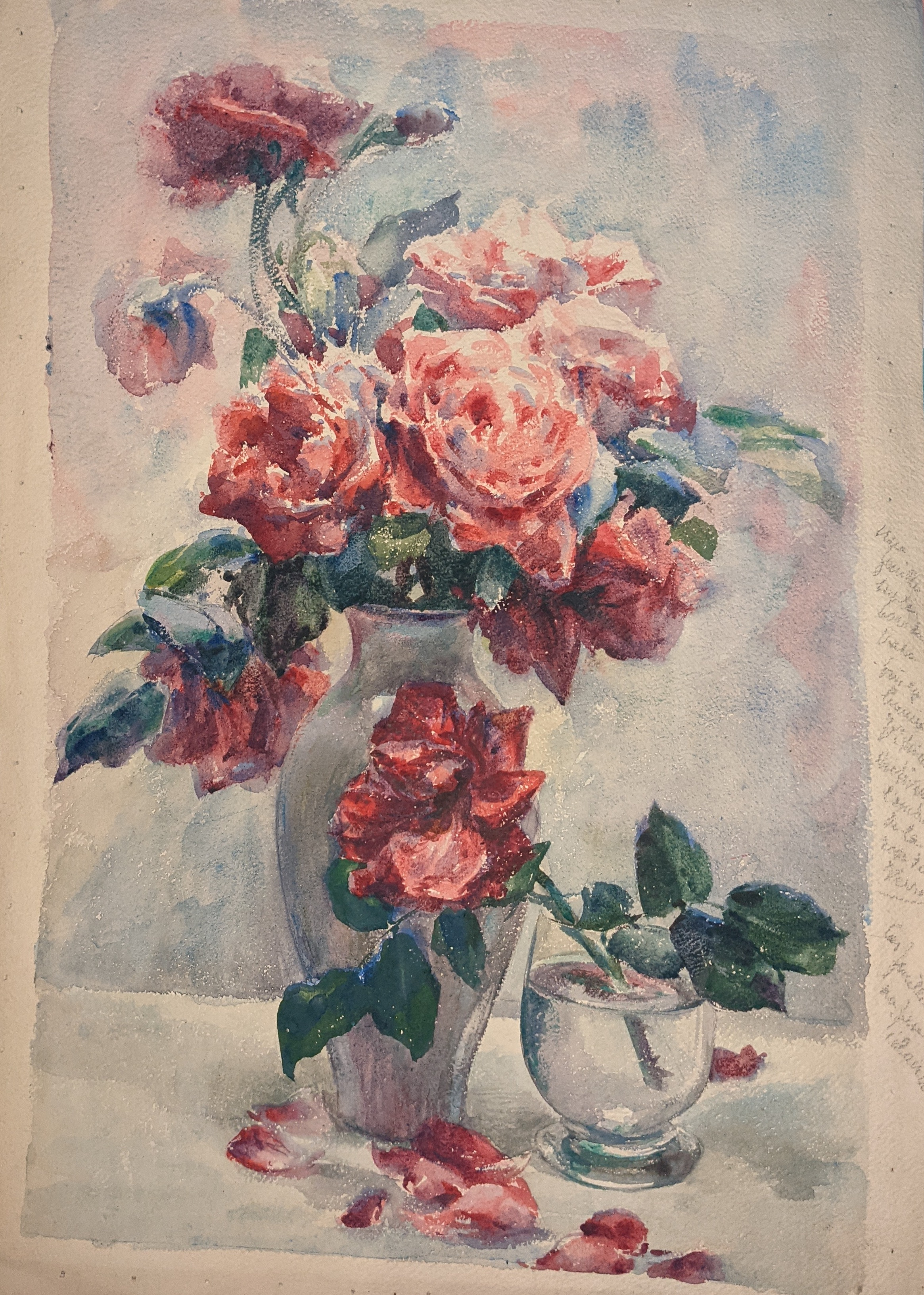
Aquarelle d'une élève, annotée en marge par Mathilde Delattre.

- Louise Alix ;
- Suzanne André ;
- Marguerite Bernard[8],[n 13] ;
- Marie-Hélène Bernard[n 14] ;
- Yvonne Blanchon ;
- Zina Blondel-Weiss[54] ;
- Maria Del Pilar de Bourbon de Bavière ;
- Germaine Boy ;
- Madeleine Caudel ;
- Marie-Louise Charliat[n 15] ;
- Paule Collas-Primer[n 16] ;
- Marie Defransure d'Heilly[n 17],[56] ;
- Louise Denous-Dubois[8] ;
- Suzanne Ernault[n 18] ;
- Thérèse Fortin[54] ;
- Marie Clotilde Gallien-Berthon ;
- Francine Gaudrion ;
- Jenny Giot-Rieger[8] ;
- Elisabeth Girou de Buzareingues[n 19] ;
- Germaine Gloria[n 20] ;
- Renée Gloria[54] ;
- Marcelle Marie Hilpert[54] ;
- Louise Holfeld[54],[n 21] ;
- Marthe Huctin[60] ;
- Louise Jeanson ;
- Marie Lelavandier[54] ;
- Louise Leroy ;
- Gisèle Maréchal[61];
- Hélène Marre (alors Hélène Aigner) ;
- Maria Mathis-Vissuzaine[62] ;
- Yvonne Meley ;
- Ysabel Minoggio ;
- Lucie Muller[n 22] ;
- Camille Olivier ;
- Marie Pertué[n 23] ;
- Marthe Marie Rabier[54] ;
- Marthe Roy[n 24] ;
- Geneviève Schmitt[64] ;
- Marguerite Vallancienne[n 25] ;
- Valentine Verchere[54] ;
- Jacqueline Vermandel[n 26].

Plusieurs de ces élèves sont redécouvertes au début du XXIe siècle, dans un mouvement de reconnaissance des femmes artistes ; certaines comme Ysabel Minoggio, Louise Alix ou Yvonne Blanchon reprennent les thèmes floraux ou de plein air chers à Mathilde Delattre mais en les faisant évoluer dans un style « art moderne » ou « art déco ».

## Postérité
En janvier 2023 est créée à l'initiative de sa famille l'association "Atelier Mathilde Delattre", association à but non lucratif dont l'objectif est la promotion de la mémoire et de l’œuvre de l'artiste et de ses collègues « fleuristes ». Dans cette période de reconsidération des femmes peintres oubliées,  l'association se mobilise pour une première exposition rétrospective, la seule exposition posthume connue incluant des œuvres de Mathilde Delattre étant Histoire de la peinture lors des Journées du patrimoine 2022 à Crespin, au cours de laquelle sont accrochés les tout premiers portraits réalisés par l'artiste en 1894. En mai 2025 une présentation vidéo de l'artiste est diffusée à l'occasion des soixante-quinze ans de son décès.